# گووتووو
گووتووو (به لاتین: Głotowo) یک روستا در لهستان است که در گمینا دوبره میاستو واقع شده‌است.
 گووتووو  ۴۵۰ نفر جمعیت دارد.